# SöStB – Marchegg bis Rosenau
Die Marchegg bis Rosenau waren zehn Schlepptenderlokomotiven der k.k. Südöstlichen Staatsbahn (SöStB) Österreich-Ungarns.
Die SöStB stockte mit diesen zehn Maschinen ihren Bestand an 1B-Personenzuglokomotiven auf. Die Lokomotiven wurden 1851 von der Lokomotivfabrik der WRB geliefert und erhielten die Namen MARCHEGG, NEUDORF, WEINERN, WARTBERG, LANSCHÜTZ, TORNOCZ, MISKOLCZ, HATZFELD, LOGOS sowie ROSENAU und die Betriebsnummern 115–124. Die hintere der beiden Treibachsen war ähnlich wie bei den SöStB – Somorja bis Cserhat hinter den Stehkessel verlegt, was den Maschinen einen sehr ruhigen Lauf ermöglichte. Die Lokomotiven hatten außerdem Innenrahmen sowie innenliegende Zylinder und Steuerung, jedoch keinen Dampfdom aber im Gegenzug zwei Sicherheitsventile jeweils am Stehkessel und am ersten Kesselschuss.
Als 1855 die SöStB an die Staats-Eisenbahn-Gesellschaft (StEG) verkauft wurde, erhielten die Maschinen zunächst die Betriebsnummern 108–117, ab 1873 19–25. Die LANSCHÜTZ, die LOGOS und die ROSENAU wurden bereits vor 1873 ausgemustert. Die MARCHEGG und die HATZFELD kamen 1891 als IIr 1281–1282 zur MÁV, die sie vor 1911 ausschied. Die restlichen Maschine waren schon vor 1891 von der StEG ausgemustert worden.